# Saint-Germain-lès-Senailly
Saint-Germain-lès-Senailly är en kommun i departementet Côte-d'Or i regionen Bourgogne-Franche-Comté i östra Frankrike. Kommunen ligger i kantonen Montbard som tillhör arrondissementet Montbard. År 2022 hade Saint-Germain-lès-Senailly 113 invånare.

## Befolkningsutveckling
Antalet invånare i kommunen Saint-Germain-lès-Senailly
Referens:INSEE